# Conseil des Indes
Ne doit pas être confondu avec le Conseil de l'Inde britannique.

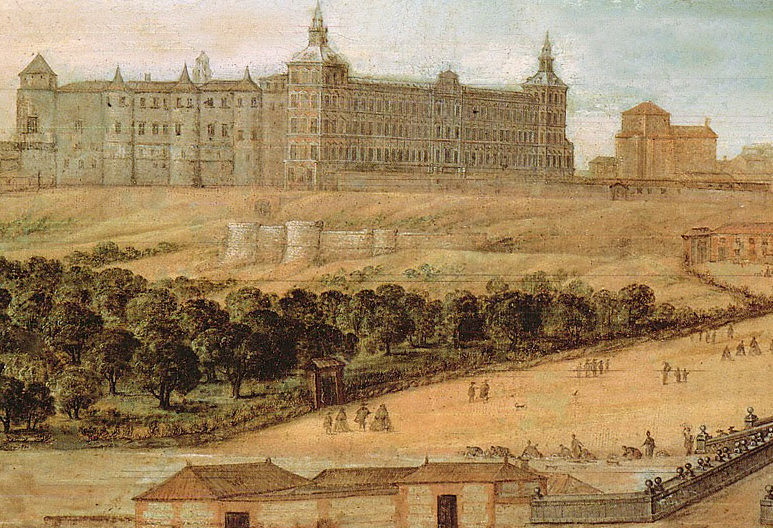
Palais de l'Alcazar de Madrid, résidence des rois d'Espagne, dans laquelle fut installé le conseil des Indes jusqu'en 1701.

Le Conseil des Indes est du XVIe siècle au XVIIIe siècle l'institution chargée d'administrer les colonies espagnoles d'Amérique (Indes occidentales espagnoles) et les Philippines (Indes orientales espagnoles). Il succède à la Junta de Indias, créée en 1511, présidée jusqu'à sa mort par Juan Rodríguez de Fonseca, responsable des affaires coloniales du royaume de Castille depuis le deuxième voyage de Christophe Colomb en 1493. 
Le Conseil des Indes disparaît en 1834, alors que la plupart des colonies espagnoles sont devenues indépendantes.
Chargé de conseiller le roi d'Espagne en matière de justice, de gouvernement, de guerre et de religion dans ces colonies, il  
siège à Madrid, dans le palais de l'Alcazar royal.

## Histoire

### Les débuts de l'empire espagnol (1492-1521)
En avril 1492, Christophe Colomb est chargé par les Rois catholiques, Isabelle de Castille et Ferdinand d'Aragon, d'atteindre les Indes, c'est-à-dire l'Asie orientale (Inde, Chine, Japon), en traversant l'océan Atlantique. En octobre, il découvre plusieurs îles des Caraïbes, notamment Hispaniola et Cuba, dont il est persuadé qu'elles font partie des Indes. 
Dès son deuxième voyage, les Rois catholiques chargent l'évêque Juan Rodriguez de Fonseca de superviser ses découvertes, ainsi que l'administration d'Hispaniola dont la colonisation commence dès 1494. 
En 1503, est créée la Casa de Contratación, qui siège à Séville et dont il a la responsabilité. Son rôle est surtout économique.
L'empire espagnol s'étend à la fin des années 1500 : conquête de la Jamaïque en 1509 et de Cuba en 1511 ; en 1521, Hernán Cortés, parti de Cuba en 1519, s'empare de l'Empire aztèque et fonde la colonie de Nouvelle-Espagne (capitale : Mexico). 

### LaJunta de Indias(1511-1524)
En 1511 est créée la Junta de Indias, annexe du Conseil de Castille, présidée par Juan Rodriguez de Fonseca, de 1511 à sa mort en 1524. La Junta est à l'origine des lois de Burgos (1512).
En 1516, Ferdinand d'Aragon meurt, douze ans après son épouse. Le nouveau roi est leur petit-fils Charles de Habsbourg, Charles Ier de Castille et d'Aragon, élu empereur en 1520 sous le nom de Charles V, couramment : Charles Quint.

### Création et débuts du Conseil des Indes
Le Conseil des Indes est officiellement créé en 1524 par Charles Quint. 
C'est à la suite d'une recommandation du Conseil que Charles Quint prend un décret abolissant officiellement l'esclavage[réf. nécessaire] en 1526 et établissant privation de biens et de fonctions pour quiconque s'y livrerait. Le témoignage de Bartolomé de Las Casas lors de la controverse de Valladolid montrera par la suite que ce décret est resté lettre morte.

### Évolution et fin
Réformé en 1714 avec la création du ministère du salon[Quoi ?], il n'a plus de fonction administrative. 
Il subsiste ainsi jusqu'à sa disparition en 1834.

## Composition
Il y a un président et huit conseillers des Indes, qui sont dans la grande majorité des cas des letrados. On trouve également un fiscal, des relatores, un chroniqueur officiel. La préparation des décisions et le traitement du courrier, autrement dit le "maniement des papiers" (manejo de papeles), sont assurés à partir du XVIIe siècle par deux secrétariats, l'un pour le vice-royaume du Pérou, l'autre pour la Nouvelle Espagne. Au total, une cinquantaine d'employés travaillent au Conseil des Indes vers le milieu du XVIIe siècle.

## Attributions
Le conseil est avant tout une cour suprême de justice qui juge en appel les décisions prises par les audiences américaines. Il est également chargé des questions de « gouvernement » et, avec le Patronage royal sur l’Église américaine, il traite des affaires religieuses. Le conseil émet des consultas (consultations) qui sont validées ou non par le roi. Une des grandes attributions du Conseil, qui fonde son pouvoir à plusieurs milliers de kilomètres des territoires à gouverner, est son pouvoir de nomination. Le roi reçoit le président du Conseil des Indes chaque semaine et l'informe sur l'état de la colonie.

### Attribution politiques
- Gouvernement temporel : Toute l'administration de l'Amérique espagnole appartient au Conseil des Indes, il doit :
  - conseiller le roi en rédigeant des consultes dans les affaires de gouvernement. Une fois acceptée par le roi, la consulta devient une cédule ;
  - proposer des noms pour les nominations aux postes civils en Amérique (oidores, certains corregidores) ;
  - examiner les lois originaires d'Amérique.

De plus, il y a entre la Alta policía et la Baja policía une organisation des pouvoirs municipaux.
- Gouvernement spirituel : Avec le Patronage royal, il se préoccupe des affaires de la religion et des affaires avec le Saint-Siège. Il propose au roi des noms pour les nominations des évêques et des chanoines. Il veille au contrôle du passage des membres des ordres religieux en Amérique. Il autorise les fondations d'Église, d'évêchés et de couvents.

### Attributions militaires
Les membres du Conseil de guerre se réunissent, voient les stratégies militaires. Vers la fin du XVIe siècle des ministres de la cape et de l'épée intègrent le Conseil de guerre. Au début du XVIIe siècle, une commission de guerre des Indes (Junta de guerra de Indias) est créée pour traiter des questions militaires. Elle se compose de membres du Conseil de guerre et du Conseil des Indes.

### Attributions administratives
Il examine les comptes des fonctionnaires royaux.

### Attributions judiciaires
Il contrôle les audiencias et examine les actes d'injustices notoires. Il connaît les affaires mises en appel.